# Cahiers de littérature orale

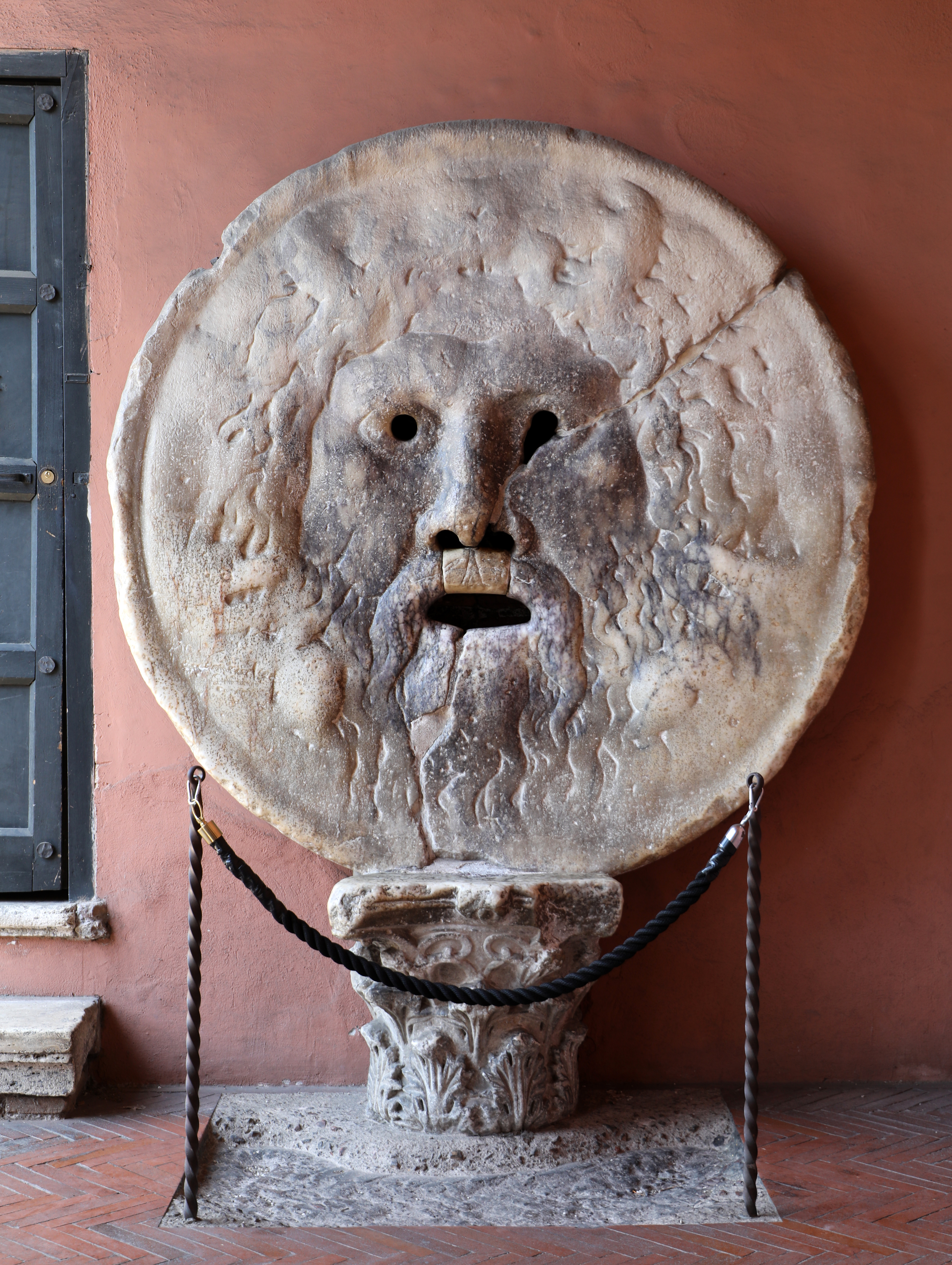
La Bocca della Verità était présente en médaillon sur la couverture des premiers numéros des CLO. Elle représente désormais la revue sur ses réseaux sociaux (Facebook, Bluesky et Instagram)

Les Cahiers de littérature orale, aussi abrégés CLO, est une revue scientifique française dédiée aux productions de l'oralité à travers le monde. Fondée en 1976 par Geneviève Calame-Griaule, et une équipe de chercheurs, elle donne lieu à deux numéros par an. Chaque numéro explore un thème spécifique concernant les arts de la parole (verbal arts), dans toute leur diversité. Les CLO publient principalement, en français mais également en anglais, des articles scientifiques inédits (textes de réflexion, études et témoignages) et des comptes rendus d'ouvrages.
Depuis 2013, la revue est accessible en libre accès sur OpenEdition Journals, où tous les numéros à partir du 62 (2007) peuvent être consultés dans leur intégralité. 
Dès janvier 2020, le comité de rédaction des CLO rejoint le mouvement des Revues en lutte et a participé aux différentes mobilisations pour la défense de la recherche publique, puis plus récemment à celui des sciences sociales contre l'extrême-droite. Un numéro Hors-série a été publié en 2020 en guise de signe de lutte sous le titre « Oralités contestataires ».

## Présentation
Les Cahiers de littérature orale sont nés de la volonté d'offrir davantage de visibilité et de légitimité à la « littérature orale de partout et de toujours ». Les CLO étaient à l'origine la plateforme de travail du groupe « Oralité et domaines oraux (collecte de littérature orale, anthropologie de l’oralité, relation oral‑écrit) » d'un centre de recherche qui réunissait des enseignants et chercheurs de l'INALCO, du CNRS et de l'EPHE, pour la plupart des anthropologues africanistes. Le groupe de recherche réunit alors Geneviève Calame-Griaule, Pierre Alexandre, Luc Bouquiaux, Jean Derive, Jacques Dournes et Michèle Dussutour-Hammer. Geneviève Calame-Griaule prend ensuite la direction du comité de rédaction qu’elle assumera jusqu’en 2011,. La revue s'est définie comme « un lieu d'expression et de rencontre pour tous ceux qui travaillaient dans le domaine de l'oralité » et n'a de cesse de réfléchir à ce qu'est la littérature orale et comment elle s'étudie : en prenant en compte la subjectivité de l'enquêteur et de l'enquêté, les contextes de réalisation de performances ou encore la pluridisciplinarité.
C'est la première revue, à l'échelle internationale, qui traite des productions de l'oralité, la revue américaine Oral Tradition n’ayant vu le jour que dix ans plus tard.

### Liens institutionnels
Les Cahiers de littérature orale sont publiés par les Presses de l'INALCO. La revue est rattachée au LLACAN (CNRS et INALCO).
Les CLO sont à leur commencement publiés par les P.O.F. (Publications Orientalistes de France), puis à partir du numéro 7 par l'INALCO et rejoignent ainsi les Publications Langues O’. Dès le numéro 32, la revue est soutenue par le Centre de Recherche sur l'Oralité (C.R.O.), puis à partir du numéro 50-60 par le Centre d'Études et de Recherche sur les Littératures et les Oralités du Monde (C.E.R.L.O.M.). Depuis le numéro 70 et jusqu'à présent, la revue est soutenue par le LLACAN (CNRS). 
En mars 2024, les CLO sont devenus une revue d'association.

## Objectifs éditoriaux
Dès leurs premières publications, les Cahiers de littérature orale se donnent comme objet d'étudier les arts de la parole dans toute leur diversité. Cette ouverture se manifeste non seulement sur le plan géographique et disciplinaire, mais aussi sur la variété des thématiques abordées.

### Une approche internationale
Depuis sa création, la revue des Cahiers de littérature orale s'est engagée à explorer la richesse des arts de la parole à l'échelle mondiale. Chaque numéro offre une plateforme pour des contributions étudiant diverses régions du globe, sur tous les continents. De plus, la revue s'intéresse à différentes époques, certains articles portant sur la Grèce ancienne et résonnant dans les milieux hellénistes,.

### Une approche interdisciplinaire
La revue propose des perspectives provenant de diverses disciplines telles que l'anthropologie, l'ethnolinguistique et la littérature, ou encore plus récemment l'ethnocritique comme dans le n°93 (2023) à travers les contributions de Jean-Marie Privat et Sophie Ménard. La revue est un lieu de rencontre des disciplines et permet dans le même temps leur développement.

### Mettre en valeur les genres de la littérature orale
Certains numéros de la revue portent sur des genres spécifiques de la littérature orale :  
- 72 | 2012, Contes à rendre
- 89-90 | 2021, Théâtre, performance et parole politique dans l'espace public
- 91-92 | 2022, Donner de la voix : slogans et chants contestataires

### Définition d'une méthodologie et de pratiques
Dans son double numéro 63-64, la revue a pour but de « rendre compte de l’évolution des pratiques d’enquêtes en littérature orale et de s’interroger sur les recherches actuelles ». Cela passe notamment par la prise en compte de la subjectivité de l'enquêteur et de l'enquêté, mais également du contexte de ce qu'est une performance.
Cette définition méthodologique est surtout une exploration perpétuelle : dans son numéro consacré à Bob Dylan (n°94, 2024), la revue présente un nouvel outil, le code VOVA qui propose une entextualisation du répertoire dylanien.

## Indexation
Les Cahiers de littérature orale figurent sur la liste des revues référentes en anthropologie, ethnologie et folklore de l'HCERES en 2016, 2017 et 2021. La revue est également référencée sur la base Mir@bel et ERIHPLUS.